# Bão Faxai (2007)
Bão nhiệt đới dữ dội Faxai (tên chỉ định quốc tế: 0720, tên của JTWC: 20W, tên của PAGASA: Juanning) là một cơn bão nhiệt đới tồn tại trong một thời gian ngắn và có một vài ảnh hưởng nhỏ đến đất liền. Đây là cơn bão nhiệt đới thứ 20 trong mùa bão Tây Bắc Thái Bình Dương 2007. Faxai hình thành từ một áp thấp nhiệt đới trên vùng biển gần đảo Guam vào cuối tháng 10 năm 2007. Nó nhanh chóng mạnh lên thành cơn bão nhiệt đới dữ dội vào ngày 26 tháng 10 và đi về phía Đông Bắc. Cơn bão đạt cường độ mạnh nhất vào ngày 27 tháng 10 và nó suy yếu, tan dần vào ngày 28 tháng 10.
Mặc dù Faxai không đổ bộ nhưng hoàn lưu của nó đã gây mưa lớn đến 458 mm tại Miyakejima. 1 chuyến bay của hãng hàng không Nhật Bản đến sân bay Narita gặp tai nạn nghiêm trọng trong chiều 27 tháng 10 khiến 1 người bị thương nặng và 5 người khác bị thương nhẹ; máy bay bị hư hại trong vụ tai nạn trên. 1 người đã chết gần Tokyo khi cơn bão đi qua và 3 người khác bị thương. Thiệt hại từ cơn bão lên tới 150 triệu ¥ (1,5 triệu USD).

## Lịch sử khí tượng
Bão Faxai hình thành từ một vùng đối lưu cách khoảng 805 km về phía Tây của đảo Guam vào ngày 24 tháng 10. Ảnh vệ tinh cho thấy vùng đối lưu này bắt đầu chuyển thành gió xoáy trong các tầng đối lưu của khí quyển. Vùng đối lưu càng mạnh thêm ở cùng gần tâm của nó ở mức độ thấp và môi trường áp suất khí quyển thấp đã tạo điều kiện cho gió xoáy ở nó mạnh lên. Ngày hôm sau, Cơ quan Khí tượng Nhật Bản (JMA) đã cảnh báo nó là 1 áp thấp nhiệt đới. Sau đó, Trung tâm Cảnh báo Bão Liên hợp (JTWC) nâng cấp cảnh báo nó là bão nhiệt đới và đi về phía Tây Bắc gặp một dải hội tụ cận nhiệt đới. Lúc 0 giờ (UTC) ngày 26 tháng 10, Cục Thiên văn, Địa vật lý và Khí quyển Philippines (PAGASA) đã cảnh báo nó là 1 áp thấp nhiệt đới và đặt tên địa phương là Juaning. Cùng ngày, JMA đã nâng cấp cảnh báo nó là một cơn bão nhiệt đới và đặt tên là "Faxai".
JTWC cùng ngày cũng đã nâng cảnh báo Faxai là 1 áp thấp nhiệt đới và đặt số hiệu 20W. Vài giờ sau, cơn bão bắt đầu chuyển đổi sức gió, với sự tăng sức gió ở phía tây bắc vùng mây bão, trong khi đó khối khí lạnh khô đã xâm nhập vào rìa Tây Nam của bão. Vào 12 giờ (UTC) ngày 27 tháng 10, PAGASA ban hành cảnh báo lần cuối cùng về cơn bão nhiệt đới Juaning khi nó di chuyển ra khỏi khu vực họ phụ trách. JTWC cho rằng áp thấp 20W có khả năng đây là cường độ mạnh nhất của nó khi một khối không khí lạnh phát triển dọc theo phía Nam hoàn lưu bão. Cùng ngày, JMA nâng cấp Faxai đến 1 cơn bão nhiệt đới dữ dội với sức gió 95 km/h (sức gió duy trì trong 10 phút).
JTWC đã nâng cấp cảnh báo Faxai thành 1 cơn bão nhiệt đới dựa trên sự phát triển của tâm bão. 1 vùng thời tiết nhiễu trên bán đảo Triều Tiên đã tạo điều kiện môi trường cho Faxai mạnh thêm. Sáng sớm hôm sau, Faxai bắt đầu tăng tốc nhanh về phía Đông Bắc. 1 loại trường gió thổi ngược chiều từ Nhật Bản tạo ra 1 áp suất mạnh giữa nó tới cơn bão nhiệt đới, làm cho vùng gió mạnh của Faxai mở rộng dần về phía đông bắc. JTWC đã cảnh báo lần cuối về sức gió khi đạt 75 km/h (duy trì trong 1 phút). JMA cũng đánh giá Faxai đã đạt đến cường độ cao nhất của nó vào cùng ngày, với sức gió 100 km/h (duy trì trong 10 phút) và áp suất 975 hPa, tuy nhiên, Trung tâm Cảnh báo thiên tai Đại dương và Khí quyển (NOAA) cho biết Faxai đạt sức gió cao nhất 130 km/h. Cơn bão tiếp tục hướng về phía Đông Bắc với tốc độ nhanh và đạt cường độ mạnh nhất ở ngoài khơi bờ biển phía đông của đảo Honshu vào khoảng 12 giờ (UTC) ngày 27 tháng 10. Những trận gió mạnh kéo dài trong hơn một ngày trước khi tan trên vùng biển Bắc vào cuối ngày 28 tháng 10. NOAA, mặt khác, tiếp tục theo dõi những tàn tích còn lại của Faxai, khi nó vào quần đảo Aleutian vào ngày 29 tháng 10. Ngày hôm sau, cơn bão nhanh chóng mạnh lên, với áp suất thấp nhất xuống 957 hPa lúc 18 giờ (UTC). Ngày 31 tháng 10, bão đi vào Alaska và suy yếu.
Cơ quan khí tượng Nhật Bản sử dụng sức gió trong 10 phút còn Hải quân Hoa Kỳ sử dụng sức gió trong 1 phút. Việc chuyển đổi sức gió trong các cơn bão từ 10 phút sang 1 phút là 1,14. Cường độ mạnh nhất của JMA cho Faxai là 100 km/h (65 mph) duy trì 10 phút, hoặc 120 km/h (75 mph) duy trì 1 phút. Cường độ mạnh nhất của JTWC cho Faxai là 75 km/h (45 mph) duy trì 1 phút, hoặc 65 km/h (40 mph) duy trì 10 phút. NOAA thì cho rằng nó có cường độ 130 km/h và áp suất 957 hPa.

## Công tác phòng chống và ảnh hưởng

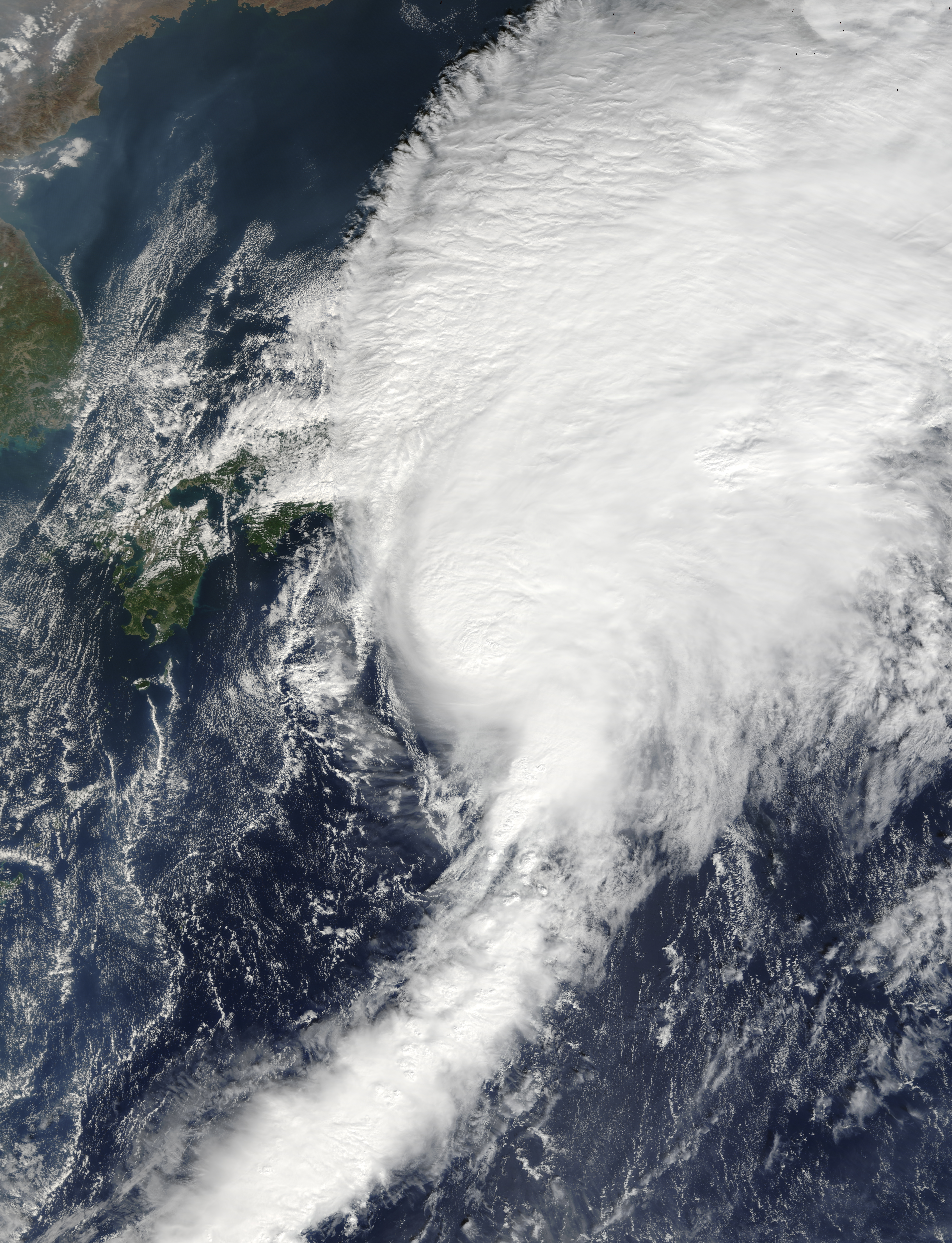
Bão Faxai vào 26 tháng 10

Khi bão Faxai tiếp cận gần Nhật Bản, All Nippon Airways đã hủy bỏ chuyến bay giữa Tokyo và quần đảo Izu. Tokai Kisen, hãng bến phà Tokyo, quần đảo Izu và Shizuoka cũng hủy bỏ một số chuyến phà do cơn bão. Khu vực Tokyo đã được cảnh báo về những trận mưa nặng hạt, sóng lên đến 6 m, và gió lớn Người dân được khuyến cáo ở trong nhà trong cơn bão, đặc biệt là sau khi mặt trời lặn, và để tránh các mảnh vỡ bay lạc.
Mặc dù Faxai không đổ bộ, nhưng hoàn lưu bão đã gây mưa dẫn đến thiệt hại nhỏ dọc theo bờ biển phía Đông Nhật Bản. Tổng lượng mưa cao nhất được ghi nhận tại Miyakejima là 458 mm và tại phân tỉnh Ōshima của Tokyo là 192 mm. Lượng mưa trong Miyakejima gần vượt qua kỷ lục lượng mưa hàng ngày vào 27 tháng 10. Mưa rơi với tốc độ 95 mm/h tại Miyaketsubota, và những cơn mưa xối xả do hoàn lưu bão cũng gây ra 7 trận lở đất trên toàn Nhật Bản. 1 người phụ nữ đã chết gần Tokyo và 3 người bị thương. 1 ngôi nhà, 2 ha đất nông nghiệp, 2 km đường bộ, và 1 tàu bị hư hại bởi cơn bão. Cơn bão gây thiệt hại tổng cộng 150.000.000 ¥ (1,5 triệu USD).
Vào lúc 5 giờ 31 phút chiều (giờ Nhật Bản) ngày 27 tháng 10, 1 chiếc Boeing 767-300 của Japan Airlines đến Sân bay quốc tế Narita gặp tai nạn nghiêm trọng do bão Faxai, cách khoảng 74 km về phía Đông Nam của Narita. Vụ tai nạn làm cho 7 người bị thương trên chuyến bay, cũng như một số thiệt hại cho máy bay.